# Martigny-Bourg

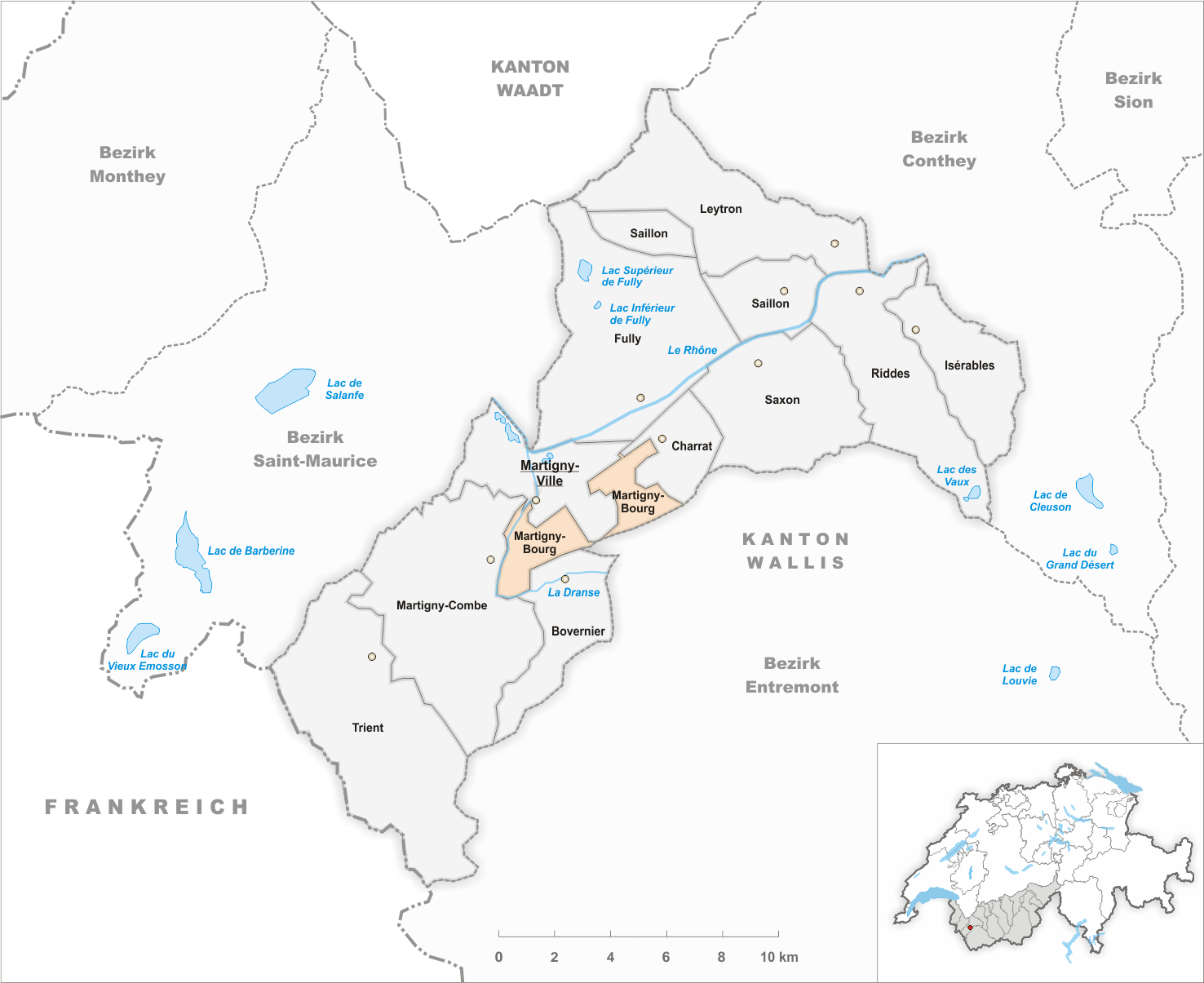
Gemeindestand vor der Fusion am 1. Januar 1964

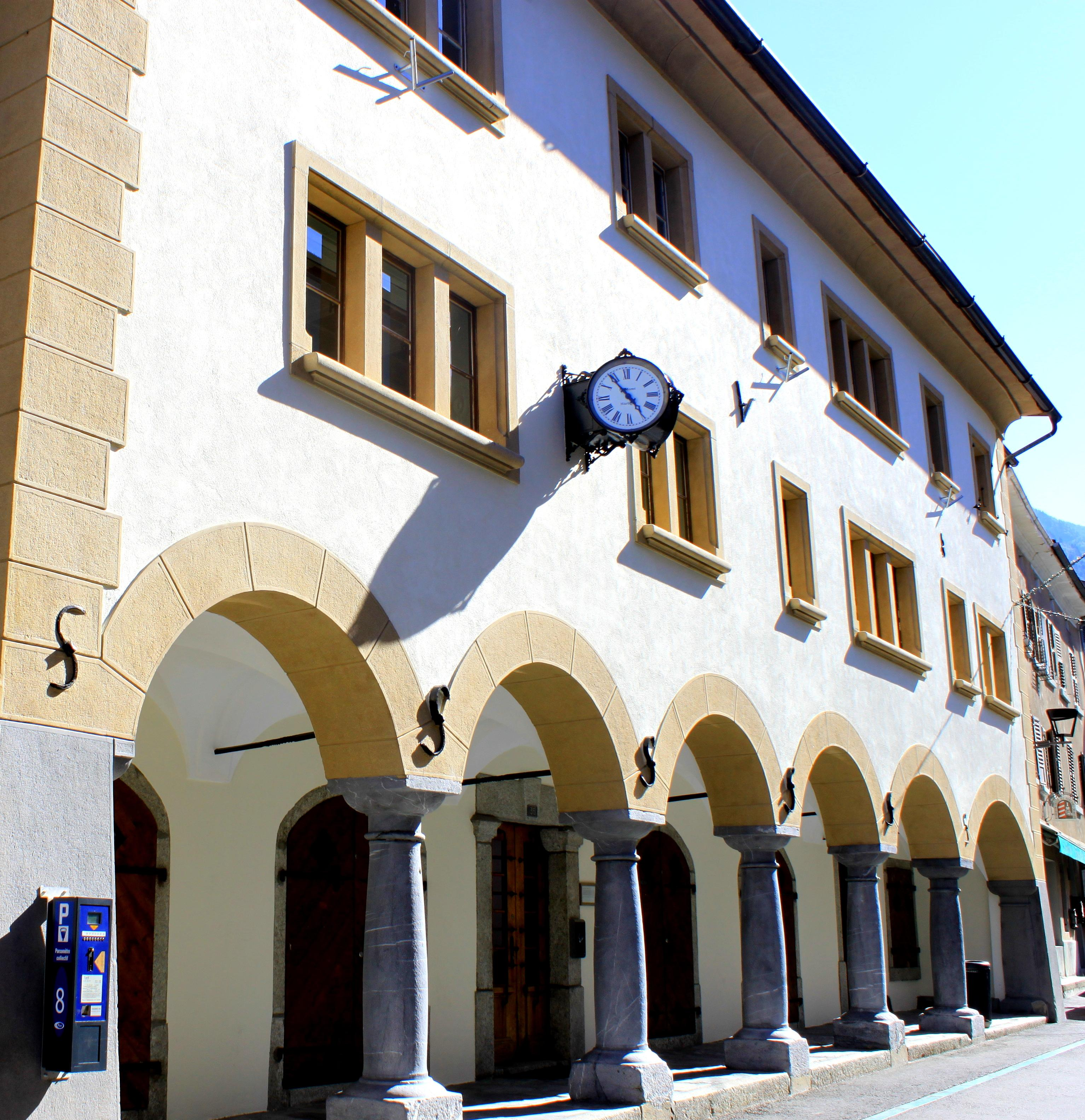
Alte Gemeindehaus von Martigny-Bourg

Martigny-Bourg ist eine Ortschaft in der Munizipalgemeinde Martigny im Schweizer Kanton Wallis.
1841 spaltete sich Martigny-Bourg von der Gemeinde Martigny ab und fusionierte am 1. Januar 1964 mit der Gemeinde Martigny-Ville wieder zur Gemeinde Martigny.

## Bevölkerung
Nach Angaben aus Meyers Konversationslexikon hatte Martigny la Ville um 1888 1'525, Martigny le Bourg 1'303 und Martigny-Combe 1'714 Einwohner.